# Avenida Luis Montoto
La avenida Luis Montoto es una importante vía pública de la ciudad de Sevilla (España). Tiene carácter radial, parte de la avenida de Menéndez Pelayo en la Ronda Histórica en su confluencia con la Puerta de Carmona y termina en el cruce con las avenida de El Greco y de La Cruz del Campo. Tiene su continuación en la avenida de Andalucía y en la autovía hacia Málaga, Granada y Almería.

## Historia
Esta avenida era atravesada históricamente por el arroyo Tagarete que iba a desembocar en el río Guadalquivir y que se cruzaba por la denominada alcantarilla de las Madejas y que iba adosada al acueducto existente. Este arroyo terminó siendo canalizado y desviado a principios del siglo XX. También era atravesada por la línea férrea que se salvaba mediante un puente sobre la misma también denominado de Luis Montoto que se levantó en 1929, en el lugar donde antes estuvo la citada alcantarilla. En 1991 con motivo de la próxima celebración de la Exposición Universal de 1992, se soterraron estas líneas y en agosto de 1991, cambió sensiblemente la fisonomía de la vía con el derribo del puente que abrió más la circulación de peatones y vehículos y permitió liberar el espacio que lo circundaba.

## Lugares singulares
- Puerta de Carmona
- Edificio de viviendas para Juan de la Rosa, obra de Aníbal González en el número 3 de la avenida.[3]
- La Cruz del Campo, también denominado templete de la Cruz del Campo, es un humilladero medieval declarado Bien de Interés Cultural en la categoría de Monumento.
- Los Caños de Carmona son los restos de un acueducto romano, reconstruido por los almohades, que abasteció de agua a Sevilla hasta 1912.[4][5] La trayectoria del acueducto en el periodo medieval seguía prácticamente una línea recta coincidente con la avenida Luis Montoto. Su longitud aproximada era de 1.600 metros, con entre uno y tres niveles de arcadas de ladrillo.[6]
- Antigua Cárcel de la Ranilla
- Iglesia de San Benito de la Calzada[7]
- Hermandad de San Benito establecida en la iglesia del mismo nombre.
- Antigua fábrica de gaseosas el Progreso Industrial S.A. (1927-1929), arquitecto Antonio Arévalo Martínez, av. Luis Montoto esquina con calle Santo Domingo.
- Antigua fábrica de cerveza la Cruz del Campo (1904), av. Luis Montoto, s/n.